# 怪物の書
『怪物の書』、あるいは『リベル・モンストロルム』(ラテン語: Liber Monstrorum)は7世紀末から8世紀初頭の間に書かれたとみられる、中世ラテン語による超自然的な生物の目録 。
作者は不詳であるが、作風からはアングロ・サクソン人の学者アルドヘルムの影響が認められる。
9世紀から10世紀にかけて幾つかの写本へと筆写されたこの目録は、イェアートのヒイェラーク王や彼がその巨躯から高名であったことにも言及しているため『ベーオウルフ』の関連資料としてしばしば研究の対象とされる。
この目録にはヒイェラークのような異様な人物や、エチオピア人のような実在の民族の歴史の報告、キュクロープスやケンタウロスといった空想上の存在の報告が収められている。